# مكينزي فيغا
مكينزي فيغا (بالإنجليزية: Makenzie Vega)‏ هي ممثلة أمريكية. هي الأخت الصغيرة للممثلة والمغنية أليكسا فيغا.

## روابط خارجية
- مكينزي فيغا على موقع IMDb (الإنجليزية)
- مكينزي فيغا على موقع ألو سيني (الفرنسية)
- مكينزي فيغا على موقع أول موفي (الإنجليزية)
- مكينزي فيغا على موقع قاعدة بيانات الأفلام السويدية (السويدية)
- مكينزي فيغا على موقع قاعدة بيانات الفيلم (الإنجليزية)
- مكينزي فيغا على موقع كينوبويسك (الروسية)